# Paralcis palumbina
Paralcis palumbina är en fjärilsart som beskrevs av W. Warren 1903. Paralcis palumbina ingår i släktet Paralcis och familjen mätare. Inga underarter finns listade i Catalogue of Life.